# 寅阳镇
寅阳镇，是中华人民共和国江苏省南通市启东市下辖的一个乡镇级行政单位。

## 行政区划
寅阳镇下辖以下地区：
寅阳镇社区、和合镇社区、林启村、胜丰村、寅南村、寅中村、寅北村、江夏村、寅西村、候字村、戤效港村、圆陀角村、稷字村、江楼村、和合镇村、农武村、裕丰村、和丰村、建丰村、庆佳村、洪飞村、临海桥村、晁汀村、东清河村、步梯村和连兴港村。

## 交通
- 345国道0公里起点。